# 勒韦尔努瓦 (杜省)
勒韦尔努瓦（法語：Le Vernoy，法語發音：[lə vɛʁnwa]）是法国杜省的一个市镇，位于该省东北部，和上索恩省接壤，属于蒙贝利亚尔区。

## 地理
勒韦尔努瓦（47°33'35"N, 6°40'32"E）面积3.3 平方千米，位于法国勃艮第-弗朗什-孔泰大區杜省，该省份为法国东部内陆省份，北起上索恩省，西接汝拉省，东部及东南部与瑞士接壤，东北部与贝尔福地区省接壤。
与勒韦尔努瓦接壤的市镇（或旧市镇、城区）包括：尚佩、艾布尔、代桑当、沙瓦讷、索尔诺、特雷曼。

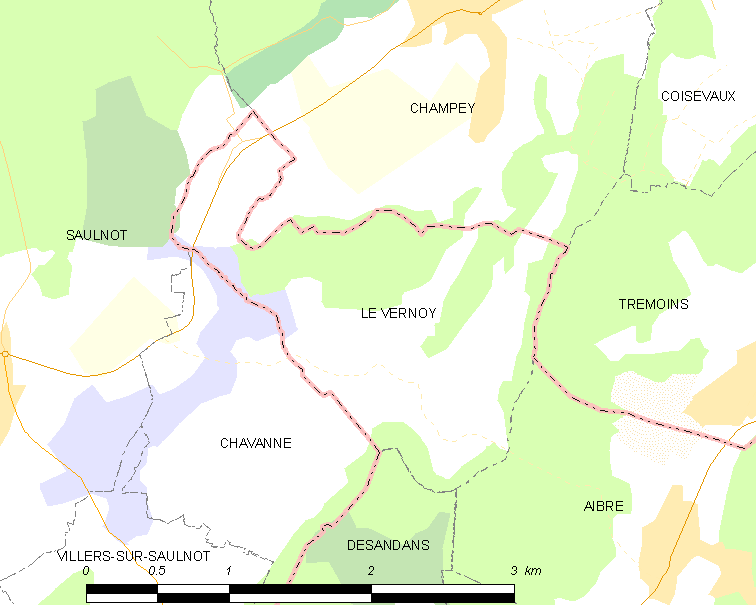
的OSM定位图

勒韦尔努瓦的时区为UTC+01:00、UTC+02:00（夏令时）。

## 行政
勒韦尔努瓦的邮政编码为25750，INSEE市镇编码为25608。

## 政治
勒韦尔努瓦所属的省级选区为巴旺县。

## 人口

1962-2008年间人口变化图示

勒韦尔努瓦于2022年1月1日时的人口数量为180人。